# Clea helena
Clea helena er en sneglespisende rovsnegl, som bl.a. anvendes i hobbyakvarier til at udrydde uønskede sneglearter. Den har sin oprindelse i det sydøstlige Asien, Indonesien, Java og Thailand. Ud over at spise snegle tager den alger fra glasvægge og rester fra bundlaget samt mallepiller.
Størrelsen er typisk op til 1 cm men kan vokse til over det dobbelte. Vandet skal ikke være for surt og temperaturen middel. Den formerer sig villigt uden problemer og kan leve op til 3 år.